# Alexander Tritthart
Alexander Tritthart (* 4. Juni 1969 in Erlangen) ist ein deutscher Politiker (CSU) und ist seit 2014 Landrat des Landkreises Erlangen-Höchstadt.

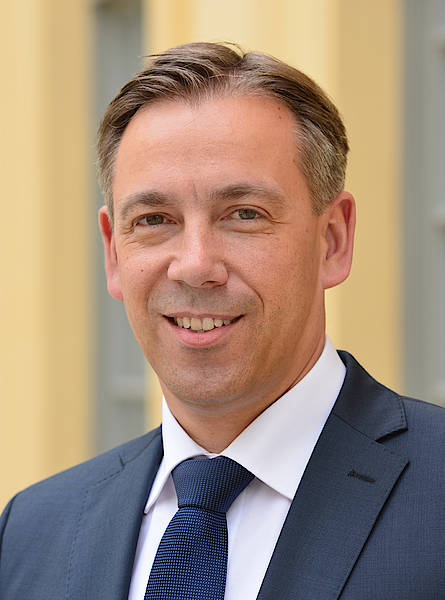
LR Alexander Tritthart

## Leben
Alexander Tritthart wuchs in Herzogenaurach auf. Nach Abitur und Wehrdienst  studierte an der Bayerischen Beamtenfachhochschule in Hof und war von 1993 bis 2008, zuletzt als Leiter des Bereiches Wirtschaft, Öffentlichkeit und Kultur, am Landratsamt Erlangen-Höchstadt tätig.
Tritthart zog mit seiner Familie im Jahr 2000 nach Weisendorf und trat dort 2004  in die CSU ein. Seit 2006 ist er Ortsvorsitzender der CSU Weisendorf und seit 2011 stellvertretender CSU-Kreisvorsitzender im Landkreis Erlangen-Höchstadt. 2008 wurde er zum 1. Bürgermeister des Marktes Weisendorf gewählt. Am 30. März 2014 wurde Alexander Tritthart in der Stichwahl mit 53,08 Prozent der Stimmen zum Landrat des Landkreises Erlangen-Höchstadt gewählt. Bei den Kommunalwahlen 2020 wurde er im Amt bestätigt.
Tritthart ist verheiratet und hat zwei Kinder.